# Helicopsyche euryboe
Helicopsyche euryboe är en nattsländeart som först beskrevs av Schmid 1993.  Helicopsyche euryboe ingår i släktet Helicopsyche och familjen Helicopsychidae. Inga underarter finns listade i Catalogue of Life.